# Contre-la-montre par équipes masculin aux championnats du monde de cyclisme sur route 2013
Navigation
Fauquemont 2012 Ponferrada 2014
Le contre-la-montre par équipes de marques masculin aux championnats du monde de cyclisme sur route 2013 a eu lieu le 22 septembre 2013 entre Montecatini Terme et Florence, en Italie.

## Participation
Les dix-neuf UCI ProTeam ont l'obligation de participer à ce championnat. Des équipes continentales professionnelles et des équipes continentales peuvent y être conviées en fonction des classements par équipes des cinq circuits continentaux au 15 août 2013. Sont ainsi invitées :
- la première équipe africaine de l'UCI Africa Tour,
- les cinq premières équipes américaine de l'UCI America Tour,
- les cinq premières équipes asiatiques de l'UCI Asia Tour,
- les vingt premières équipes européennes de l'UCI Europe Tour,
- la première équipe océanienne de l'UCI Oceania Tour.

Chaque équipe peut inscrire neuf coureurs, dont six disputent la course. Les coureurs doivent être issus de l'effectif de l'équipe, hors stagiaires.
| Nom de l'équipe         | Pays        | Code |
| ----------------------- | ----------- | ---- |
| AG2R La Mondiale        | France      | ALM  |
| Argos-Shimano           | Pays-Bas    | ARG  |
| Astana                  | Kazakhstan  | AST  |
| Belkin                  | Pays-Bas    | BEL  |
| BMC Racing              | États-Unis  | BMC  |
| Cannondale              | Italie      | CAN  |
| Euskaltel Euskadi       | Espagne     | EUS  |
| FDJ.fr                  | France      | FDJ  |
| Garmin-Sharp            | États-Unis  | GRS  |
| Katusha                 | Russie      | KAT  |
| Lampre-Merida           | Italie      | LAM  |
| Lotto-Belisol           | Belgique    | LTB  |
| Movistar                | Espagne     | MOV  |
| Omega Pharma-Quick Step | Belgique    | OPQ  |
| Orica-GreenEDGE         | Australie   | OGE  |
| RadioShack-Leopard      | Luxembourg  | RLT  |
| Saxo-Tinkoff            | Danemark    | TST  |
| Sky                     | Royaume-Uni | SKY  |
| Vacansoleil-DCM         | Pays-Bas    | VCD  |

| Nom de l'équipe             | Pays           | Code |
| --------------------------- | -------------- | ---- |
| CCC Polsat Polkowice        | Pologne        | CCC  |
| MTN-Qhubeka                 | Afrique du Sud | MTN  |
| Topsport Vlaanderen-Baloise | Belgique       | TSV  |
| Vini Fantini-Selle Italia   | Italie         | VIN  |

| Nom de l'équipe                | Pays       | Code |
| ------------------------------ | ---------- | ---- |
| Adria Mobil                    | Slovénie   | ADR  |
| BDC-Marcpol                    | Pologne    | BDC  |
| Cult Energy                    | Danemark   | GLU  |
| De Rijke-Shanks                | Pays-Bas   | RIJ  |
| Etixx-iHNed                    | Tchéquie   | ETI  |
| Gourmetfein Simplon            | Autriche   | GMS  |
| Jo Piels                       | Pays-Bas   | CJP  |
| Kolss                          | Ukraine    | KLS  |
| Optum-Kelly Benefit Strategies | États-Unis | OPM  |
| Rabobank Development           | Pays-Bas   | RB3  |
| Utensilnord Ora24.eu           | Hongrie    | UNA  |
| Vélo Club Sovac                | Algérie    | VCS  |

## Parcours
Les équipes doivent parcourir 57,2 km. Le départ est donné sur la Piazza Giusti de Montecatini Terme et l'arrivée est jugée au Nelson Mandela Forum (en) de Florence. Trois chronomètres intermédiaires sont placés aux kilomètres 7.3, 24.1 et 42.3.

## Règlement de course
Le temps de l'équipe à l'arrivée est pris sur le quatrième coureur.
Des points UCI et des prix sont attribués aux équipes en fonction de leur classement. Les UCI ProTeams obtiennent des points au classement de l'UCI World Tour. Les équipes continentales professionnelles et continentales obtiennent des points au classement du circuit continental dans lequel elles ont obtenu le plus de points.
| Place                            | 1er    | 2e     | 3e     | 4e    | 5e    | 6e  | 7e  | 8e | 9e | 10e | 11e | 12e | 13e | 14e | 15e | 16e | 17e | 18e | 19e | 20e |
| -------------------------------- | ------ | ------ | ------ | ----- | ----- | --- | --- | -- | -- | --- | --- | --- | --- | --- | --- | --- | --- | --- | --- | --- |
| Points UCI World Tour            | 200    | 170    | 140    | 130   | 120   | 110 | 100 | 90 | 80 | 70  |     |     |     |     |     |     |     |     |     |     |
| Points aux circuits continentaux | 200    | 170    | 140    | 130   | 120   | 110 | 100 | 90 | 80 | 70  | 60  | 50  | 40  | 30  | 20  | 15  | 10  | 8   | 5   | 3   |
| Prix (en €)                      | 33 333 | 20 833 | 16 666 | 8 333 | 4 166 |     |     |    |    |     |     |     |     |     |     |     |     |     |     |     |

## Favoris
La formation Omega Pharma-Quick Step est favorite pour conserver son titre. Ses principaux concurrents sont les équipes Orica-GreenEDGE et Sky, vainqueurs respectivement des contre-la-montre par équipes sur le Tour de France et sur le Tour d'Italie, ainsi que l'équipe BMC Racing. Les outsiders sont RadioShack-Leopard, Garmin Sharp, Movistar, Astana, Saxo-Tinkoff, Belkin, Katusha, Cannondale et Argos-Shimano,.

## Classement
L'équipe Omega Pharma-Quick Step s'impose avec 81 centièmes de secondes d'avance sur Orica-GreenEDGE. Selon Matthew White, le directeur sportif d'Orica-GreenEDGE, ce très faible écart « montre les proches niveaux des deux équipes, il y avait moins d'une seconde d'écart sur le Tour et moins d'une seconde ici ».
| Classement                | Équipe | Temps             |
| ------------------------- | --- | ----------------- |
| Médaille d'or, monde      | Omega Pharma-Quick Step Sylvain Chavanel (FRA) Michał Kwiatkowski (POL) Tony Martin (GER) Niki Terpstra (NED) Kristof Vandewalle (BEL) Peter Velits (SVK) | 1 h 4 min 16 s 81 |
| Médaille d'argent, monde  | Orica-GreenEDGE Luke Durbridge (AUS) Michael Hepburn (AUS) Daryl Impey (RSA) Brett Lancaster (AUS) Jens Mouris (NED) Svein Tuft (CAN)                     | + 0 s 81          |
| Médaille de bronze, monde | Sky Edvald Boasson Hagen (NOR) Christopher Froome (GBR) Vasil Kiryienka (BLR) Richie Porte (AUS) Geraint Thomas (GBR) Kanstantsin Siutsou (BLR)           | + 22 s 55         |
| 4                         | BMC Racing | + 1 min 2 s 71    |
| 5                         | RadioShack-Leopard | + 1 min 17 s 53   |
| 6                         | Astana | + 1 min 21 s 14   |
| 7                         | Cannondale | + 1 min 28 s 74   |
| 8                         | Garmin-Sharp | + 2 min 1 s 94    |
| 9                         | Saxo-Tinkoff | + 2 min 14 s 17   |
| 10                        | Movistar | + 2 min 31 s 03   |
| 11                        | Katusha | + 2 min 45 s 80   |
| 12                        | Belkin | + 2 min 49 s 01   |
| 13                        | Lotto-Belisol | + 3 min 1 s 19    |
| 14                        | Argos-Shimano | + 3 min 6 s 86    |
| 15                        | FDJ.fr | + 3 min 19 s 38   |
| 16                        | Vacansoleil-DCM | + 3 min 38 s 44   |
| 17                        | Lampre-Merida | + 3 min 56 s 31   |
| 18                        | Euskaltel Euskadi | + 3 min 59 s 95   |
| 19                        | Rabobank Development | + 4 min 28 s 79   |
| 20                        | Adria Mobil | + 4 min 34 s 43   |
| 21                        | CCC Polsat Polkowice | + 4 min 40 s 49   |
| 22                        | Topsport Vlaanderen-Mercator | + 4 min 54 s 80   |
| 23                        | Optum-Kelly Benefit Strategies | + 5 min 9 s 48    |
| 24                        | AG2R La Mondiale | + 5 min 18 s 92   |
| 25                        | Etixx-iHNed | + 5 min 19 s 71   |
| 26                        | MTN-Qhubeka | + 5 min 20 s 60   |
| 27                        | Cult Energy | + 5 min 27 s 50   |
| 28                        | Kolss | + 5 min 27 s 99   |
| 29                        | Vini Fantini-Selle Italia | + 5 min 28 s 99   |
| 30                        | De Rijke-Shanks | + 5 min 42 s 36   |
| 31                        | BDC-Marcpol | + 6 min 7 s 57    |
| 32                        | Gourmetfein Simplon | + 7 min 13 s 42   |
| 33                        | Utensilnord Ora24.eu | + 7 min 55 s 62   |
| 34                        | Jo Piels | + 8 min 34 s 65   |
| 35                        | Vélo Club Sovac | + 11 min 51 s 68  |